# Kristina Anapau
Kristina Anapau, née le 30 octobre 1979 à Hawaï, (Honolulu, États-Unis), est une actrice américaine.

## Biographie
Elle tourne son premier film en 2000 avec la comédie 100 Girls ; par la suite elle joue dans le drame intitulé Madison.
En 2004, elle tourne dans Sexe Intentions 3 aux côtés de Kerr Smith pour former un duo diabolique, sulfureux mais néanmoins talentueux. L'année suivante, elle enchaîne avec le film d'horreur Cursed réalisé par Wes Craven et Self Medicated.
Par la suite, elle joue les guest stars dans des séries comme Les Experts Manhattan, Dr. House ou encore Knight Rider le temps d'un épisode.
Durant l'année 2010, elle joue dans le film Black Swan réalisé par Darren Aronofsky qui est un succès mondial. Elle tourne aussi dans The Speak avec Tom Sizemore.

## Filmographie
- 2000 : 100 Girls : Sasha
- 2001 : Madison : Tamy Johnson
- 2001 : Deuxième Chance (S2.ep18) : Kimberly
- 2004 : Sexe Intentions 3 : Cassidy Merteuil
- 2005 : Cursed : Brooke
- 2005 : Self Medicated : Nicole
- 2005 : Les Experts : Manhattan (S2.ep9) : Virginia Felton
- 2008 : Dr House (S4.ep14) : Marie
- 2008 : Monk (S7.ep6) : Amanda
- 2008 : Le Retour de K 2000 (S1.ep2) : Celine Lea
- 2008 : FBI : Portés disparus (S7.ep10) : Emma Collins
- 2010 : Cornered : Jade
- 2010 : The Glades (S1.ep10) : Darcy Owens
- 2010 : Black Swan : Galina
- 2011 : The Speak : Paige
- 2011 : 5 Souls : Jessica
- 2011 : True Blood (S4.ep11) : Maurella
- 2012 : True Blood (S5) : Maurella
- 2013 : Grimm (S2.ep5) : Megan Marston